# Richard Norman Shaw

Richard Norman Shaw, 1898

Richard Norman Shaw (* 7. Mai 1831 in Edinburgh; † 17. November 1912 in London) war ein einflussreicher Architekt im viktorianischen Großbritannien und ein bedeutender Vertreter des Queen Anne Style. Er plante eine große Zahl Geschäfts- und Landhäuser, darunter so bekannte Gebäude wie den Scotland-Yard-Bau von 1890, und prägte mit ihnen entscheidend das Bild des „typisch englischen“ Hauses.

## Leben und Werk

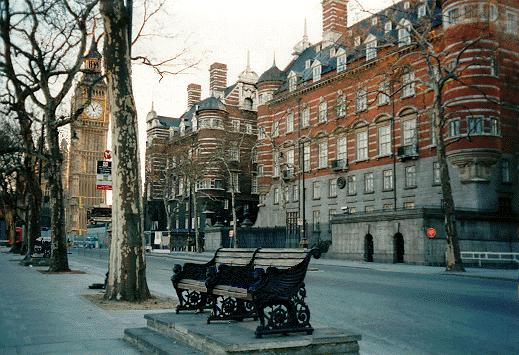
Scotland-Yard-Bau, 1890 (Bildmitte)

Über Shaws frühe Jahre ist wenig überliefert; mit ungefähr sechzehn Jahren, also etwa 1849, begann er eine Lehre bei William Burn, einem in London lebenden Architekten schottischer Abstammung. In dieser Zeit machte Shaw dort die Bekanntschaft mit dem Architekten William Eden Nesfield, der ihn zum Studium der mittelalterlichen britischen Architekturstile, von der Gotik bis zum Tudorstil, bewog. Ein weiterer Einfluss war Augustus Pugin, der Pionier der englischen Neugotik, der in dieser Zeit den nach einem Brand im Neubau befindlichen Palace of Westminster plante. Im Winter 1852/1853 fertigte Shaw mit einem Studienkollegen Detailskizzen des unfertigen Baus an. Zeitgleich bildete sich Shaw in der architektonischen Fakultät der Royal Academy of Arts weiter. Nach Abschluss seiner Ausbildung bei Burn erhielt Shaw von der Academy ein Stipendium für eine Studienreise nach Italien und Frankreich zur Vertiefung seiner klassischen Architekturstudien.

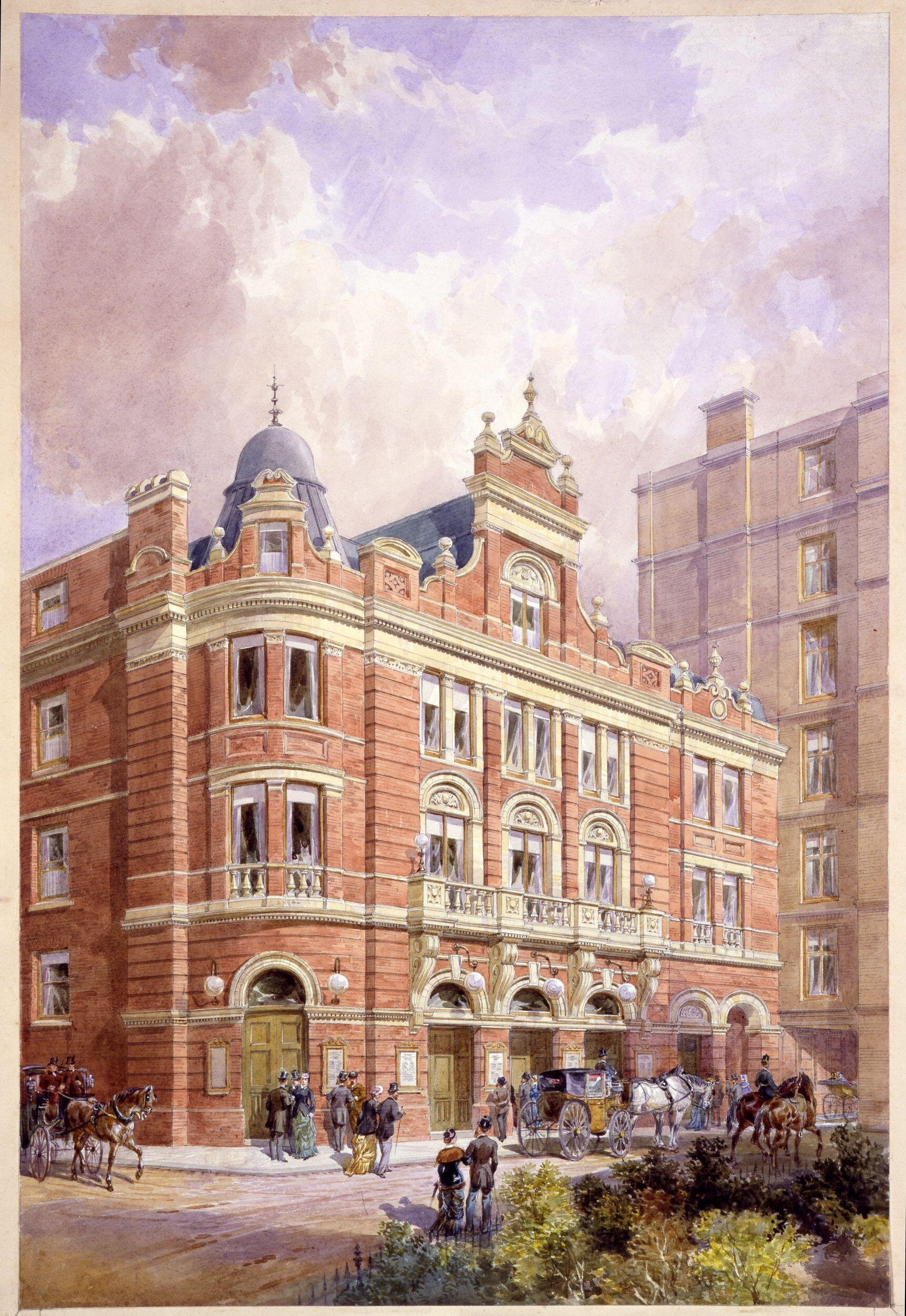
Das Savoy Theatre im Originalzustand von 1881

Nach der Rückkehr von seiner Studienreise 1856 wurde Shaw von der Academy gebeten, die auf der Reise entstandenen Skizzen zu veröffentlichen. Sie erschienen 1858 unter dem Titel Architectural Sketches from the Continent. 1872 wurde er als assoziiertes Mitglied an die Academy gewählt, fünf Jahre später, 1877, wurde er Vollmitglied. Erst 1901, im Alter von 70 Jahren, legte er diese Würde und Bürde wieder ab.
Zwischen 1857 und 1860 verbrachte Shaw drei weitere Lehrjahre bei George Edmund Street, unter dessen Anleitung er einige Gebäudeentwürfe ausführte. Schließlich machte Shaw sich 1863, also 14 Jahre nach Beginn seiner Ausbildung, als Architekt selbständig. Seine ersten eigenständigen Bauten wurden die Landhäuser Leyes Wood in Surrey und Cragside, das er 1869 für Lord Armstrong begann und an dem er fünfzehn Jahre arbeitete. Bereits diese Häuser zeichneten sich durch die typischen Stilelemente Shaws aus: überhohe Schornsteine, vielfältige Giebel, die mit anderen Materialien verkleidet wurden als die Grundmauern, und die große Eingangshalle mit dem seitlichen Aufgang in die oberen Stockwerke, die später in vielen englischen Landhäusern übernommen wurden und auch heute noch wichtiger Bestandteil der englischen Landhaus-Architektur sind.
Bei seinem ersten städtischen Großauftrag kamen Shaw seine Studien während des Baus des Palace of Westminster zugute: die städtische Polizeizentrale Londons war zu klein geworden und sollte auf einem dem Palast gegenüber liegenden, sehr repräsentativen Grundstück einen ebenso repräsentativen Neubau erhalten. Shaws Entwurf für dieses Gebäude, dem New-Scotland-Yard-Bau, der zwischen 1888 und 1890 verwirklicht wurde, sah die Verwendung von Portland-Steinen in Verbindung mit roten Ziegeln vor. Diese Kombination wurde allgemein so stark bewundert, dass dieses Design vielfach aufgenommen wurde, auch von Shaw selbst. So stellt zum Beispiel das Albion House, das Shaw zwischen 1896 und 1898 in Liverpool im Auftrag einer Schifffahrtsgesellschaft errichtete, fast eine Kopie des Scotland-Yard-Entwurfes dar. Auch in andere repräsentative Bauten, zum Beispiel der Neubau des Savoy-Theaters von 1881, floss dieses markante Stilelement ein.

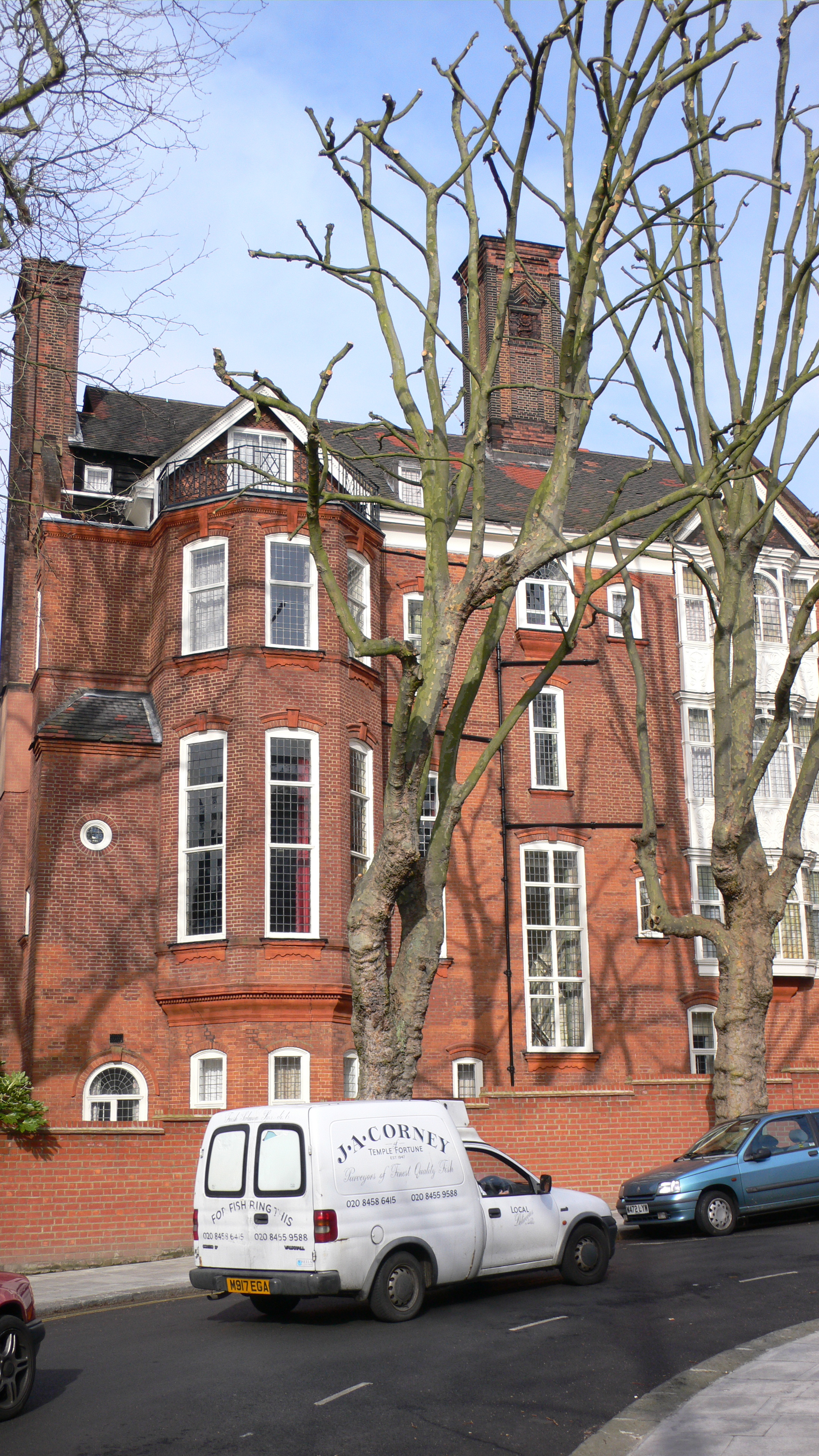
6 Elerdale Road – sein eigenes Stadthaus

In der Stadthausarchitektur ging Shaw andere Wege. Hier versuchte er, einige Elemente des von ihm geprägten Landhausstils zu übernehmen, ohne dabei das Gebäude zu stark in den Vordergrund treten zu lassen. Vielmehr bemühte er sich darum, im Straßenbild jedes einzelne Haus zwar individuell, aber auch harmonisch in der Zusammenstellung wirken zu lassen. Besonders deutlich wird dies bei seinen Gebäuden in Bedford Park, der ersten Gartenstadt Großbritanniens. Hier war Shaw als einer der Architekten beteiligt, plante und realisierte auch das Kirchengebäude dieses neuen Stadtteils.
Sein letztes Werk war aber wieder ein repräsentativer Stadtbau, nämlich das zwischen 1905 und 1908 errichtete Piccadilly Hotel, mit dem die letzte verbliebene Baulücke beim Umbau des Piccadilly Circus in London von einer großen Straßenkreuzung in den heute bekannten Platz geschlossen wurde.
Am 17. November 1912 starb Shaw, 81-jährig, in seinem Haus in der Londoner Elerdale Road. Sein Einfluss auf die Architektur seiner Zeitgenossen war zu diesem Zeitpunkt weit über England hinaus auch auf das Festland gewachsen. Bis zum Beginn des Ersten Weltkriegs wurden überall in Europa repräsentative Gebäude nach seinen Vorlagen errichtet; besonders im wilhelminischen Deutschland fand seine Verwendung von Ziegel- und Zementstreifen in der Gestaltung von wichtigen Amtsgebäuden Nachahmer. In den Vereinigten Staaten wurde dagegen seine Verwendung von Türmchen, Vordächern, Giebeln und Eingangshallen im Bau von Privathäusern kopiert und zu eigenen Stilrichtungen abgewandelt.

## Werke
- Richard Norman Shaw: Architectural sketches from the continent. 1858.
- Richard Norman Shaw: Sketches for cottages and other buildings, Designed to be constructed in the patent cement slab system of W.H. Lascelles. 1882.
- Richard Norman Shaw: Architecture: A profession or an art: thirteen short essays on the qualifications and training of architects. 1892.